# Xã Heidelberg, Quận Lebanon, Pennsylvania
Xã Heidelberg (tiếng Anh: Heidelberg Township) là một xã thuộc quận Lebanon, tiểu bang Pennsylvania, Hoa Kỳ. Năm 2010, dân số của xã này là 4.069 người.